# الأحزاب السياسية في العراق
ظهرت الأحزاب السياسية الحالية في العراق بعد سقوط بغداد عام 2003، وسقوط نظام صدام حسين. حيث نشأت أحزاب سياسية عديدة في العراق. فبعد سقوط نظام صدام حسين مباشرة تم إنشاء مجلس الحكم العراقي الذي كان أغلب أعضاءه موجودون في الخارج. واليوم يوجد أحزاب كثيرة في العراق، إلا أن القليل منها قد حصل على مناصب في الحكومة ومقاعد في البرلمان فمن هذه الأحزاب :
1. حركة الوفاق الوطني العراقي
2. الحزب الديمقراطي الكردستاني
3. حزب الدعوة الإسلامية
4. المجلس الأعلى الإسلامي العراقي
5. الحزب الإسلامي العراقي
6. الحزب الشيوعي العراقي
7. حزب الامة العراقي
8. الحركة الديمقراطية الآشورية
9. مؤتمر صحوة العراق
10. المؤتمر الوطني العراقي
11. الجبهة العراقية للحوار الوطني
12. الاتحاد الإسلامي الكردستاني
13. جبهة التوافق
14. الجبهة التركمانية العراقية
15. الاتحاد الوطني الكردستاني
16. الحركة الوطنية للاصلاح والتنمية (الحل)
17. الحزب الوطني الآشوري
18. حزب الفضيلة
19. حزب الليبرالي الايزدي
20. منظمة العمل الإسلامي
21. تجمع الوحدة الوطنية العراقي
22. الحزب الوطني العراقي
23. الحزب الدستوري العراقي
24. حزب التحرير الإسلامي - ولاية العراق
25. حزب النشور
26. هيئة علماء المسلمين
27. رابطة علماء ومثقفي العراق
28. حزب الله
29. الذراع السياسي لجيش المهدي الذي يتزعمه مقتدى الصدر
30. حركة التغيير الوطني العراقي.
31. حراك الجيل الجديد.
32. حركة ارادة (حزب سياسي).
33. حركة عطاء.
34. سائرون .
35. حركة امتداد .
36. حزب الإنتشار الوطني

## الأحزاب الحاكمة الفعلية في العراق
الأحزاب المتحكمة فعلياً في العراق ما بعد عام 2003 لحد الآن هي أحزاب متجمعة في قوائم منها حزب الدعوة الإسلامية المتمثل بائتلاف دولة القانون في مجلس النواب العراقي. وهو الحزب المتحكم منذ عام 2005 إلى اليوم حيث ترأسه رئيس الوزراء الأسبق إبراهيم الجعفري (2005 - 2006) ثم رئيس الوزراء السابق نوري المالكي (2006 - 2010) ثم رئيس الوزراء الحالي حيدر العبادي (2014 -). يلي حزب الدعوة من حيث القوة المجلس الأعلى الإسلامي العراقي بقيادة عمار الحكيم المتمثل بكتلة المواطن في مجلس النواب العراقي ، بالإضافة إلى أحزاب أخرى كثيرة.
وهناك أيضاً أحزاباً كردية لها ثقل كــالتحالف الوطني الكردستاني والممثلة في الحزبان الكرديان، الديمقراطي الكردستاني والاتحاد الوطني الكردستاني، وحركة التغيير - كوران التي لا تشترك معهما وتختلف معهما في الاراء السياسية .

## القنوات الفضائية للاحزاب
إن انتشار الأحزاب قد ساهم بشكل فعال في انتشار القنوات الفضائية حيث أن كل حزب تقريباً يمتلك قناة فضائية فمنها قناة آفاق التابعة لحزب الدعوة الإسلامية وقناة بغداد الفضائية التابعة للحزب الإسلامي والبابلية التابعة لهيئة المصالحة العراقية وقناة الفرات التابعة للمجلس الإسلامي الأعلى وغيرها.